# Columbella pardalina
Pardalinops testudinaria, tên tiếng Anh: tortoise, là một loài ốc biển, là động vật thân mềm chân bụng sống ở biển trong họ Columbellidae.

## Miêu tả
Loài này có kích thước giữa 10 mm and 41 mm

## Phân bố
Chúng phân bố ở Biển Đỏ, ở Ấn Độ Dương dọc theo Tanzania, ở [[miền tây Thái Bình Dương Ocean and dọc theo Úc.